# Блейско
Блейско (также встречаются названия Блед, Блейское, Бледское; словен. Blejsko jezero) — озеро в словенском регионе Крайна, у которого расположен город-курорт Блед, а также горное плато Поклюка. Озеро расположено на высоте 475 м над уровнем моря. Над озером на крутой скале расположен Бледский замок.
Высокие горы не пропускают холодные потоки воздуха и создают в долине особый микроклимат. В июле и августе озеро прогревается до 25 °C. На середине озера находится небольшой остров (Blejski otok) с известной Мариинской церковью и значимыми раскопками из раннего средневековья. Для посещения острова предлагаются традиционные деревянные лодки под названием «плетна». Ещё одной важной достопримечательностью является замок Гримще.
Озеро Блейско — место проведения крупных международных соревнований по академической гребле. На озере проходили чемпионаты мира по академической гребле (1966, 1979, 1989, 2011) и Европы (1956), а также этап Кубка мира (2010).